# Карьера Ругонов
«Карье́ра Руго́нов» (фр. La Fortune des Rougon) — роман французского писателя Эмиля Золя, входящий в его цикл «Ругон-Маккары». Роман «Карьера Ругонов» — первый в этой серии произведений.

## Сюжет
В первом романе серии Золя рассказывает начало истории семей Ругонов и Маккаров на фоне исторических событий, в основном происходивших во Франции в первой половине XIX века: революции 1848 года и последующего прихода к власти Наполеона III. Место действия произведения — выдуманный городок Плассан, расположенный на юге страны, в Провансе.
Писатель раскрывает происхождение почти всех основных членов семей Ругонов и Маккаров, основное внимание уделяя Пьеру Ругону и его единоутробному брату Антуану Маккару. Они участвуют в авантюре с захватом власти в городе и противостоянии с республиканскими повстанцами. Первоначально Антуан и Пьер выступают как противники, но в кульминации книги они тайно идут на сговор.
Отдельной сюжетной линией проходит трагическая история любви их племянника Сильвера Муре с девушкой Мьеттой Шантегрейль, заканчивающаяся гибелью подростков.